# Вибори до Запорізької обласної ради (2006)
Вибори до Запорізької обласної ради 2006 — вибори до Запорізької обласної ради, що відбулися 26 березня 2006 року. Це були перші вибори до Запорізьської обласної ради, що проводилися за пропорційною виборчою системою. Для того, щоб провести своїх представників до Запорізької обласної ради, партія чи блок мусила набрати не менше 3% голосів виборців.

## Результати виборів
| Розподіл голосів   | Розподіл голосів   | Розподіл голосів | Розподіл голосів | Розподіл голосів |
| ------------------ | ------------------ | ---------------- | ---------------- | ---------------- |
|                    |                    |                  |                  |                  |
| ПР (60)            | ПР (60)            |                  | 34.96%           | 34.96%           |
| БЮТ (14)           | БЮТ (14)           |                  | 8.44%            | 8.44%            |
| Блок Вітренко (13) | Блок Вітренко (13) |                  | 7.55%            | 7.55%            |
| НСНУ (8)           | НСНУ (8)           |                  | 4.81%            | 4.81%            |
| КПУ (7)            | КПУ (7)            |                  | 4.27%            | 4.27%            |
| Блок «Не так!» (7) | Блок «Не так!» (7) |                  | 3.82%            | 3.82%            |
| Блок Литвина (6)   | Блок Литвина (6)   |                  | 3.33%            | 3.33%            |
| Віче (5)           | Віче (5)           |                  | 3.03%            | 3.03%            |

Примітка: На діаграмі зазначені лише ті політичні сили,  які подолали  3 % бар'єр
 і провели своїх представників до Запорізьської обласної ради.
 В дужках — кількість отриманих партією чи бльоком мандатів